# Судноверф «Україна»
Судноверф «Україна» — суднобудівне підприємство України, відокремлений самостійний підрозділ в структурі Державного підприємства "Одеський морський торговельний порт". Спеціалізується на ремонті кораблів морського та річкового флоту. Здійснює ремонт суден всіх типів водотоннажністю до 30000 тонн. Була створена на базі Одеського судноремонтного заводу "Україна", заснованого 1973 року.
ВСП Судноремонтна верф "Україна" Одеського порту виготовляє різні металоконструкції, виконує окремі замовлення промислового характеру. У причалів ВСП Судноремонтної верфі "Україна" Одеського порту здійснюється ремонт суден іноземного флоту, суден країн СНД і суден під прапором України.

## Історія
Завод був створений на базі адміралтейських майстерень Чорноморського гребного флоту за рік до створення міста Одеси. Під час існування СРСР завод був орієнтований на ремонт флоту найбільшого в системі ММФ Чорноморського пароплавства.
За 2015-2016 роки були відремонтовані: протидиверсійний катер “Гола Пристань”, патрульний катер “Скадовськ”, військовий буксир “Красноперекопськ”, військові катери “Ромни” та “Токмак”.
3 липня 2017 року судноремонтний завод Одеського порту прийняв в ремонт патрульний катер 205П «Павло Державін» морської охорони Державної прикордонної служби України, на катері планується провести повний комплекс ремонтних і доково-ремонтних робіт: дефектацію, очищення і фарбування корпусу, ремонт механізмів гвинто-рульової групи, теплообмінних апаратів і інших спецпристроїв. Орієнтовний термін ремонту складає 50 днів, з них 28 днів корабель проведе в доці №2.
В Одеському порту після довгого простою знову запрацював док судноремонтної верфі "Україна". З перших же днів оновлена майстерня приносить порту солідний дохід. У прес-службі Одеського морського порту заявили, що в доці №4 вже прийняли судно Sea Trader, вартість ремонту якого складе понад мільйон гривень.
6 червня 2018 року судноверф Одеського порту прийняла в ремонт теплохід "Vilena" (довжина – 75 м, дедвейт – 2622 т, прапор – Молдова).
Судно піднято в док №2. За словами головного інженера ВСП "Судноверф"Україна" Миколи Тодорова, на судні потрібно виконати повний комплекс ремонтних і доково-ремонтних робіт. Зокрема, очищення і забарвлення корпусу, корпусні роботи з ремонту апарелі, демонтаж пера керма з подальшим ремонтом гребного пристрої, ремонт забортної арматури і якірних ланцюгів, роботи з механічної частини, ремонт насосів і теплообмінної арматури.
Закінчення робіт заплановане на середину жовтня.
М.Тодоров також повідомив, що в даний момент судноверф ремонтує п'ять плавзасобів: катер "Арктур", буксир "Прогрес-1", нафтосміттєзбирач "Еколог", теплоходи "Jiwaga" і "Vilena".

## Номенклатура робіт
- ремонт суднових головних і допоміжних двигунів (SULZER, B&W, MAN, FIAT, PIELSTICK та інші типи); ремонт і заміна навісних механізмів, газотурбонагнітачів, редукторів, насосів різних типів і призначення, інших суднових допоміжних механізмів; ревізія і технічне обслуговування головних парових і газових турбін;
- наявність токарних верстатів 1А675 дає можливість обробляти деталі діаметром до 2 500 мм (наприклад барабани приводу черпакового пристрою з/снарядів): точити, спарювати, перевіряти гребельні вали до 300-350 мм і довжиною до 18 200 мм. Максимальна вага оброблюваних деталей 100 т; на карусельному верстаті Коломенського заводу можна обробляти деталі діаметром до 3 400 мм. Висота оброблюваної деталі до 2 000 мм. Найбільша довжина розточування – 1 500 мм. Найбільша довжина обточування – 2 000 мм. Діаметр розточування 350-3 200 мм, діаметр виробу, що затискається в кулаках 400-2 900 мм. Розворот супорта дозволяє обточувати і розточувати конуси. Максимальна вага заготівки – 14 т; подовжувально-стругальний верстат «Біллітер» дозволяє обробляти деталі шириною до 1 550 мм і висотою до 2 000 мм, довжина робочого столу – 6 000 мм, хід столу 800-6 000 мм;
- ремонт, заміна, наладка електричних машин і електродвигунів постійного і змінного струму потужністю до 650 кВт, пусконалагоджувальної апаратури і контролерів, станцій управління змінного і постійного струму всіх потужностей, кабельних мереж всіх призначень;
- ремонт і заміна елементів корпусів суден, котлів, суднових пристроїв, металоконструкцій, інші корпусно-зварювальні роботи;
- очищення корпусів суден різними способами: гідроструминна, піскоструминна зі ступенем очищення до SA 2,5 відповідно до вимог шведського стандарту SIS 055900-1967; фарбування корпусів суден різними сумішами, ремонт гвинтів, керма, валопроводів, донно-бортової арматури, ремонт і заміна дейдвудних ущільнень різних типів, у тому числі "SIMPLEX COMPACT", супутні корпусні, зварювальні, газорізальні роботи, обслуговування суднопідіймальних споруд і суден, що знаходяться в доках і біля причалів;
- обивка, очищення і фарбування корпусних конструкцій, механізмів і пристроїв;
- ремонт і заміна суднових трубопроводів і систем з чорного та кольорового металу діаметром до 325 мм, ремонт і заміна клапанів, клапанних коробок, колекторів, клінкерних засувок, кранів діаметром до 350 мм, ремонт і заміна підігрівачів, холодильників води і масла для головних і допоміжних двигунів, конденсаторів, фільтрів, гідрофорів санітарно-технічних систем;
- ремонт, виготовлення та переустаткування дерев’яних палуб, суднових меблів, створення інтер’єрів кают, інших суднових приміщень, полірувальні, скляні й дзеркальні роботи, внутрішнє фарбування населених суднових приміщень;
- ремонт брашпилів і шпилів, вантажних, буксирних, шлюпочних трапових лебідок, вантажних електричних кранів, швартових пристроїв, важковагових вантажних пристроїв, трапів, ілюмінаторів, водонепроникних закриттів;
- Виготовлення форсунок двигунів та їх деталей для широкого діапазону двигунів типу B&W та їх аналогів, що виробляються Брянським машинобудівельним заводом в Росії, двигунів MAN, SULZER, SKL, NVD різних модифікацій, двигунів ЧН 25/34 Першотравневого машинобудівельного заводу України, двигунів інших фірм різних типорозмірів (понад 140 найменувань виробів);
- ремонт паливної апаратури дизелів, плунжерних насосів рульових машин. Характеристика доків: Док № 4. Підйомна сила 15 000 т, 6 понтонів, 3 крани по 15 т, неавтономний. Довжина доку 168,28 м. Ширина 39,77 м. Головні водовідливні насоси 6 шт. продуктивністю 2 700 куб. м/год. Док № 2. Підйомна сила 6 000 т, 6 понтонів, 2 крани по 5 т, неавтономний. Довжина доку 130 м. Ширина по внутрішніх стінках 22,5 м. Головні водовідливні насоси 6 шт. продуктивністю 2 000 куб.м/год.

## Основні виробничі фонди
- Площа території верфі складає 75,524 тис. кв. м.
- Електросилові мережі 380 В, 50 Гц.
- Протяжність причалів всього 1 230 м, включно судноремонтні 570 м, глибина біля причалів до 7,1 м.
- Вантажопідйомне устаткування на причалах – 6 портальних кранів в/п 10-30 т, плавучі крани: самохідний в/п 100 т, несамохідний в/п 5 т.

На верф заведена залізнична гілка, для транспортування вантажів може використовуватися також автомобільний і водний транспорт.

## Зовнішні посилання
- ВСП «Судноверф Україна». www.port.odessa.ua. Адміністрація Одеського морського порту. Процитовано 13 грудня 2017.
- Відокремлений самостійний підрозділ «Судноверф Україна»
- ДП "ОДЕСЬКИЙ МОРСЬКИЙ ТОРГОВЕЛЬНИЙ ПОРТ" Регістр судноплавства України